# Franconian Frost
Franconian Frost è uno split album tra due band tedesche black metal, i Cryptic Wintermoon e i Lord Astaroth. L'album è stato pubblicato nel 1998 da parte della Perverted Taste.

## Tracce
Cryptic Wintermoon
1. Shadowland - 05.03
2. Beyond the Night (Shadowland Part II) - 02.48

Lord Astaroth
1. Jenseits des Lichts - 05.47
2. Verräter - 03.20